# Arthur Georgi (Politiker)
Arthur Robert Georgi (* 4. März 1843 in Mylau; † 9. November 1900 ebenda) war ein deutscher Bankier, Unternehmer und Politiker (Nationalliberale Partei). Er war einer der führenden nationalliberalen Politiker im Königreich Sachsen.

## Leben und Wirken
Der Sohn des sächsischen Kaufmanns und Politikers Robert Georgi (1802–1869) und dessen Ehefrau Emilie geb. Brückner († 1879) erhielt seine Ausbildung von einem Hauslehrer und besuchte nie eine öffentliche Schule. 1859 trat er eine kaufmännische Lehre im Seidenhaus Schletter & Co. in Leipzig an. 1862 bis 1863 absolvierte er an der Universität Göttingen ein Studium der Kameralwissenschaften. Während seines Studiums wurde er Mitglied der Burschenschaft Brunsviga in Göttingen. Nach der Rückkehr nach Mylau trat er 1863 in das von seinem Großvater Christian Gotthelf Brückner gegründete väterliche Bankunternehmen ein. Auslandsaufenthalte in Frankreich und in der Schweiz folgten 1866. Von seinem Vater wurde er 1867 als Geschäftsführer des Bankunternehmens eingesetzt. Nach dem Tod des Vaters zeichnete er ab 1869 als alleiniger Geschäftsführer für das Bankhaus verantwortlich. 1882 gründete er gemeinsam mit seinem Bruder Otto Georgi (1831–1918), von 1877 bis 1899 Oberbürgermeister von Leipzig, die Wollkämmerei Georgi & Co.
Ab 1862 war Georgi Mitglied der Handels- und Gewerbekammer Plauen. Von 1862 bis 1870 und wiederum von 1878 bis 1882 war er deren Vizepräsident, von 1882 bis zu seinem Tod stand er ihr als Präsident vor. Er war Direktoriumsmitglied der Sächsischen Textil-Berufsgenossenschaft und deren Obmann für den Bezirk Zwickau. Weiterhin war er vom Bundesrat ernanntes Mitglied des Börsenausschusses.
Politisch engagierte sich Georgi wie auch sein Bruder in der Nationalliberalen Partei. Ab 1875 war er stellvertretender Bürgermeister seiner Heimatstadt Mylau. Von 1879 bis zu seinem Tod vertrat er den 21. städtischen Wahlkreis in die II. Kammer des Sächsischen Landtags. In einer Nachwahl wurde der Spinnereibesitzer Karl August Neidhardt zu seinem Nachfolger bestimmt. Von 1887 an war Georgi 2. Vizepräsident der Landtagskammer, 1899 rückte er zum 1. Vizepräsidenten auf, welches Amt er bis zu seinem Tod innehatte. Er war ordentliches Mitglied im Landtagsausschuss zur Verwaltung der Staatsschulen und seit 1895 Mitglied des Eisenbahnrats. Er trug den Titel eines Geheimen Kommerzienrats.
Georgi war seit 1867 mit Hedwig geb. Beutler († 1912), Tochter des Gerichtsdirektors Karl Adolph Beutler in Reichenbach im Vogtland verheiratet.
Er war Mitbegründer der Volksheilstätten für Lungenkranke in Albertsberg und Carolagrün.
Die Stadt Mylau ehrte ihn 1900 mit der Verleihung der Ehrenbürgerwürde.